# Rio Cimbrina
O Rio Cimbrina é um rio da Romênia, afluente do Şomuzul Mare, localizado no distrito de Suceava.